# Lussac (Charente-Maritime)
Pour les articles homonymes, voir Lussac.
Lussac est une commune du Sud-Ouest de la France située dans le département de la Charente-Maritime (région Nouvelle-Aquitaine).
Ses habitants sont appelés les Lussacais et les Lussacaises.

## Géographie
Lussac est située dans le canton de Jonzac.

### Communes limitrophes
|       | Saint-Georges-Antignac |                           |
| Clion | Lussac                 | Saint-Germain-de-Lusignan |
|       |                        |                           |

### Hydrographie
La Seugne traverse la commune.

## Urbanisme

### Typologie
Au 1er janvier 2024, Lussac est catégorisée commune rurale à habitat dispersé, selon la nouvelle grille communale de densité à 7 niveaux définie par l'Insee en 2022.
Elle est située hors unité urbaine. Par ailleurs la commune fait partie de l'aire d'attraction de Jonzac, dont elle est une commune de la couronne,. Cette aire, qui regroupe 35 communes, est catégorisée dans les aires de moins de 50 000 habitants,.

### Occupation des sols
L'occupation des sols de la commune, telle qu'elle ressort de la base de données européenne d’occupation biophysique des sols Corine Land Cover (CLC), est marquée par l'importance des territoires agricoles (90,3 % en 2018), une proportion identique à celle de 1990 (90,3 %). La répartition détaillée en 2018 est la suivante :
zones agricoles hétérogènes (53,4 %), cultures permanentes (24,9 %), terres arables (12 %), forêts (9,7 %). L'évolution de l’occupation des sols de la commune et de ses infrastructures peut être observée sur les différentes représentations cartographiques du territoire : la carte de Cassini (XVIIIe siècle), la carte d'état-major (1820-1866) et les cartes ou photos aériennes de l'IGN pour la période actuelle (1950 à aujourd'hui).

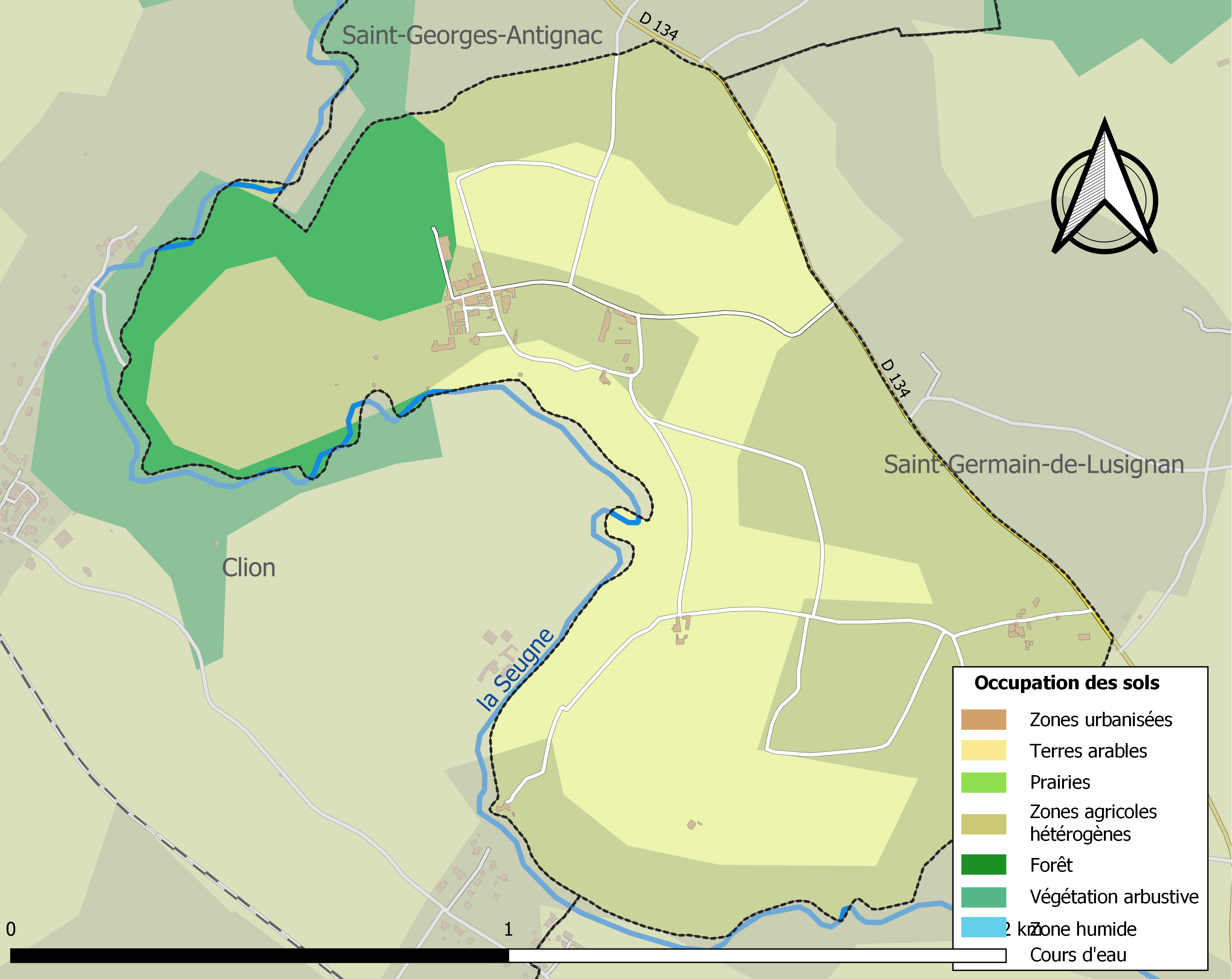
Carte des infrastructures et de l'occupation des sols de la commune en 2018 (CLC).

### Risques majeurs
Le territoire de la commune de Lussac est vulnérable à différents aléas naturels : météorologiques (tempête, orage, neige, grand froid, canicule ou sécheresse), inondations, mouvements de terrains et séisme (sismicité faible). Il est également exposé à un risque technologique,  le transport de matières dangereuses. Un site publié par le BRGM permet d'évaluer simplement et rapidement les risques d'un bien localisé soit par son adresse soit par le numéro de sa parcelle.

#### Risques naturels
Certaines parties du territoire communal sont susceptibles d’être affectées par le risque d’inondation par débordement de cours d'eau, notamment la Seugne. La commune a été reconnue en état de catastrophe naturelle au titre des dommages causés par les inondations et coulées de boue survenues en 1982, 1999, 2010 et 2021,.

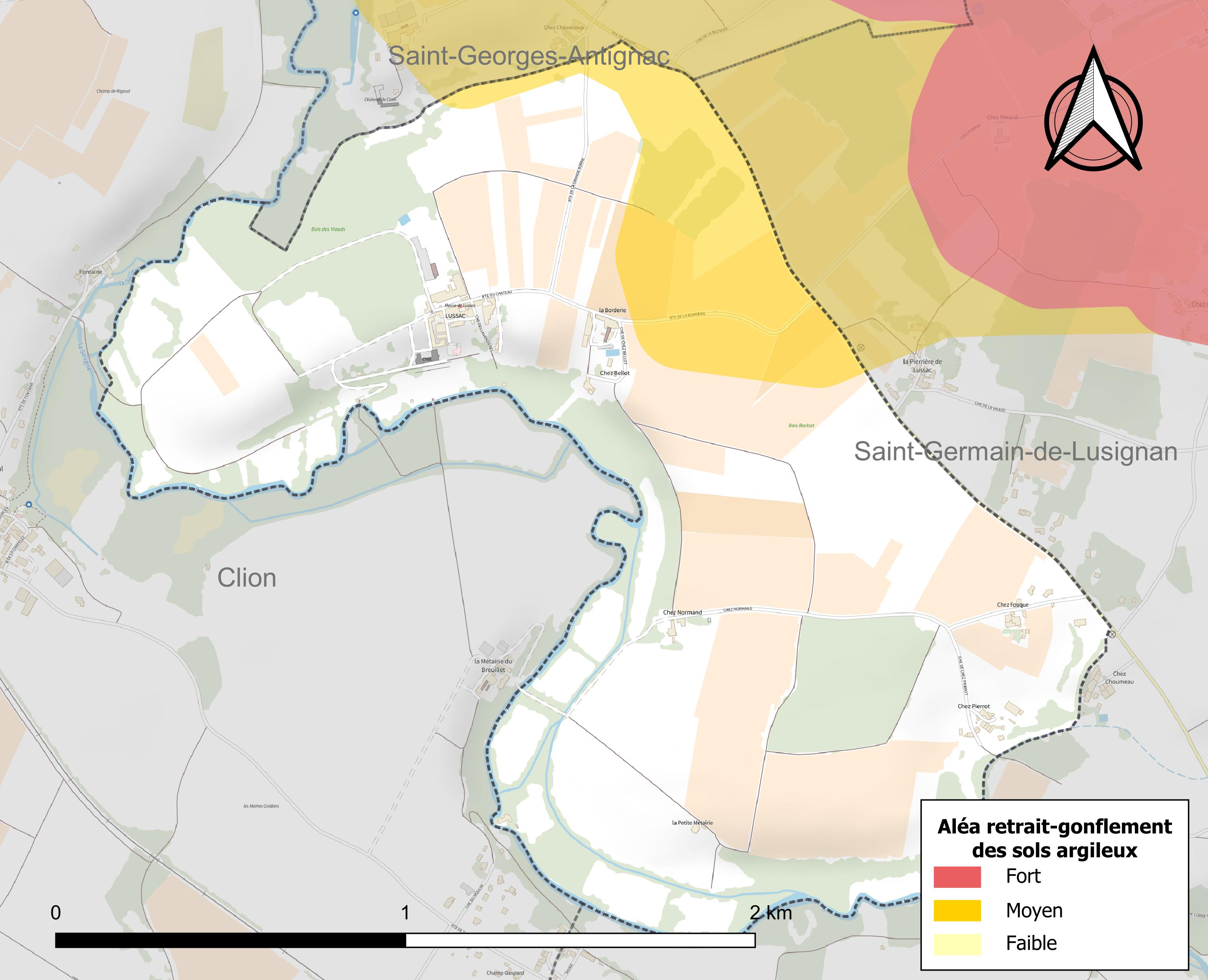
Carte des zones d'aléa retrait-gonflement des sols argileux de Lussac.

Les mouvements de terrains susceptibles de se produire sur la commune sont des tassements différentiels.
Le retrait-gonflement des sols argileux est susceptible d'engendrer des dommages importants aux bâtiments en cas d’alternance de périodes de sécheresse et de pluie. 11,4 % de la superficie communale est en aléa moyen ou fort (54,2 % au niveau départemental et 48,5 % au niveau national). Sur les 35 bâtiments dénombrés sur la commune en 2019,  aucun n'est en aléa moyen ou fort, à comparer aux 57 % au niveau départemental et 54 % au niveau national. Une cartographie de l'exposition du territoire national au retrait gonflement des sols argileux est disponible sur le site du BRGM,.
Par ailleurs, afin de mieux appréhender le risque d’affaissement de terrain, l'inventaire national des cavités souterraines permet de localiser celles situées sur la commune.
Concernant les mouvements de terrains, la commune a été reconnue en état de catastrophe naturelle au titre des dommages causés par la sécheresse en 2005 et par des mouvements de terrain en 1999 et 2010.

#### Risques technologiques
Le risque de transport de matières dangereuses sur la commune est lié à sa traversée par une ou des infrastructures routières ou ferroviaires importantes ou la présence d'une canalisation de transport d'hydrocarbures. Un accident se produisant sur de telles infrastructures est susceptible d’avoir des effets graves sur les biens, les personnes ou l'environnement, selon la nature du matériau transporté. Des dispositions d’urbanisme peuvent être préconisées en conséquence.

## Toponymie
L'origine du nom de Lussac remonterait à un nom de personne romain Lucius auquel est apposé le suffixe -acum, ce qui correspondrait à Luciacum, « domaine de Lucius »,.

## Histoire
Au XIXe siècle, des vestiges gallo-romains ont été repérés Chez-Pierret : murs cimentés, tuiles à rebords et monnaies. A La Petite-Métairie a été retrouvé un cimetière du haut Moyen Âge dont les sarcophages sont postérieurs à l'époque mérovingienne. La paroisse de "Saint-Michel de Lussac" faisait autrefois partie de la châtellenie de Jonzac. Très peuplée, elle ne payait que 15 livres de taille en 1533 alors que Jonzac payait 312 livres. La paroisse ne compte que 16 feux en 1685, soit de 60 à 70 habitants. Au XVIe siècle, elle appartient aux Vidaud puis aux Fourestier, avant de passer au XVIIe siècle aux Arnoul et aux Poute, seigneurs de Nieul-le-Virouil. À la fin de l'Ancien Régime, Lussac appartient à Charles Lys, négociant à Bordeaux dans le sucre et les esclaves, et à sa femme Anne-Marie Garesché (fille de Pierre-Isaac Garesché et remariée à René Eschassériaux). La commune vit exclusivement de l'agriculture. Sa population atteint son maximum en 1846 avec 113 habitants.

## Administration

### Liste des maires
| Période                                  | Période  | Identité         | Étiquette | Qualité     |
| ---------------------------------------- | -------- | ---------------- | --------- | ----------- |
| 1977                                     | 1995     | Guy Couillaud    |           |             |
| 2001                                     | 2008     | Jean-Paul Merlet |           |             |
| 2008                                     | en cours | Pascal Chaignier | DVG       | Agriculteur |
| Les données manquantes sont à compléter. |          |                  |           |             |

### Région
À la suite de la mise en application de la réforme administrative de 2014 ramenant le nombre de régions de France métropolitaine de 22 à 13, la commune appartient depuis le 1er janvier 2016 à la région Nouvelle-Aquitaine, dont la capitale est Bordeaux. De 1972 au 31 décembre 2015, elle a appartenu à la région Poitou-Charentes, dont le chef-lieu était Poitiers.

## Démographie

### Évolution démographique
L'évolution du nombre d'habitants est connue à travers les recensements de la population effectués dans la commune depuis 1793. Pour les communes de moins de 10 000 habitants, une enquête de recensement portant sur toute la population est réalisée tous les cinq ans, les populations de référence des années intermédiaires étant quant à elles estimées par interpolation ou extrapolation. Pour la commune, le premier recensement exhaustif entrant dans le cadre du nouveau dispositif a été réalisé en 2008.

En 2022, la commune comptait 43 habitants, en évolution de −21,82 % par rapport à 2016 (Charente-Maritime : +4,04 %, France hors Mayotte : +2,11 %).
| 1793 | 1800 | 1806 | 1821 | 1831 | 1836 | 1841 | 1846 | 1851 |
| ---- | ---- | ---- | ---- | ---- | ---- | ---- | ---- | ---- |
| 107  | 125  | 94   | 111  | 117  | 108  | 103  | 113  | 108  |

| 1856 | 1861 | 1866 | 1872 | 1876 | 1881 | 1886 | 1891 | 1896 |
| ---- | ---- | ---- | ---- | ---- | ---- | ---- | ---- | ---- |
| 103  | 104  | 95   | 106  | 94   | 95   | 83   | 75   | 77   |

| 1901 | 1906 | 1911 | 1921 | 1926 | 1931 | 1936 | 1946 | 1954 |
| ---- | ---- | ---- | ---- | ---- | ---- | ---- | ---- | ---- |
| 84   | 92   | 72   | 71   | 69   | 66   | 55   | 51   | 52   |

| 1962 | 1968 | 1975 | 1982 | 1990 | 1999 | 2006 | 2008 | 2013 |
| ---- | ---- | ---- | ---- | ---- | ---- | ---- | ---- | ---- |
| 47   | 39   | 43   | 31   | 48   | 43   | 48   | 49   | 58   |

| 2018 | 2022 | - | - | - | - | - | - | - |
| ---- | ---- | - | - | - | - | - | - | - |
| 48   | 43   | - | - | - | - | - | - | - |

## Lieux et monuments
- Église Saint-Michel

XVe et XIXe siècles - Calcaire
Remaniée à plusieurs reprises, cette petite église pourrait être l'ancienne chapelle du château. Elle possède une façade haute percée d'une petite porte cintrée, surmontée d'une baie et flanquée de deux contreforts. Au sommet du pignon se dresse un campanile, probablement refait au XIXe siècle. Le mur nord conserve la trace d'une grand arc brisé. Le chevet est formé d'une petite abside semi-circulaire avec de gros contreforts plats. L'intérieur, en contrebas, comprend une nef étroite agrandie par deux chapelles gothiques latérales, au nord et au sud, qui forment un transept. Une large baie ogivale est ouverte dans la chapelle sud. L'édifice conserve des traces de fresques.
- Passerelle

Vers la fin du XIXe siècle - Acier
Une passerelle, dont les lignes et le décor en font un ouvrage d'art, enjambe la Seugne. D'un côté se trouve le château de Lussac, et de l'autre le logis noble du Breuillet, transformé en métairie. Cette passerelle remplace sans doute un pont de bois. L'acier, bon marché, est alors fréquemment utilisé dans les constructions (I.S.M.H. 1999).
- Le château de Lussac est du XVIIIe et XIXe. Il est inscrit aux monuments historiques par arrêté du 21 décembre 1999.